# Colostethus jacobuspetersi
Colostethus jacobuspetersi is een kikker uit de familie pijlgifkikkers (Dendrobatidae). De soort werd voor het eerst wetenschappelijk beschreven door Juan Arturo Rivero in 1991. Ook werd de wetenschappelijke naam Colostethus torrenticola gebruikt. De soortaanduiding jacobuspetersi is een eerbetoon aan de Amerikaanse herpetoloog James Arthur Peters (1922 - 1972).

## Uiterlijke kenmerken
Colostethus jacobuspetersi is een kleine kikker, de lichaamskleur is bruin, de flanken zijn donkerder. Aan de bovenzijde van de flanken is een lichtere lengtestreep aanwezig.

## Levenswijze
De eieren worden op de grond gelegd en vervolgens door de mannelijke kikkers naar kleine stroompjes verplaatst voor de ontwikkeling.

## Verspreidingsgebied en habitat
Colostethus jacobuspetersi komt endemisch voor in Ecuador. De soort kwam voorheen voor in de valleien van Guayllabamba, Toachi, Chimbo en Cañar en op de westelijke hellingen van de Cordillera de los Andes in noordelijke en centrale delen van Ecuador tussen de 1.500 en 3.800 meter hoogte boven zeeniveau. De soort werd ook vaak gezien in en rondom de hoofdstad Quito en zelfs in weilanden en achtertuinen was deze kikker te vinden. Bergbossen en nevelwouden vormen het leefgebied.

## Bedreigingen
Door onder meer habitatverlies door houtkap, landbouw en bebouwing is er momenteel nog maar één populatie over langs de Río Plita met minder dan honderd volwassen kikkers. Deze rivier wordt aangevuld met smeltwater uit de Andes, waarvan een deel van de actieve vulkaan Cotopaxi. Deze vulkaan is sinds augustus 2015 en vormt een grote bedreiging voor de laatste populatie van Colostethus jacobuspetersi. Omdat een uitbarsting van de Cotopaxi bijna zeker tot uitsterving van Colostethus jacobuspetersi zou leiden, is door biologen een reddingsplan opgezet en worden wilde exemplaren gevangen voor een reservepopulatie in gevangenschap en toekomstige reïntroductieprogramma's.